# Rafael González Martínez
Rafael González Martínez (Burgos, 1910 - Barcelona, 1995), periodista i guionista d'historietes de l'Editorial Bruguera de la qual també va ser director artístic i coordinador del seu departament de còmics, durant l'etapa en què va aparèixer la denominada Escola Bruguera. És oncle de l'escriptor i periodista Francisco González Ledesma, pare d'Enric González.
Periodista en diaris com La Noche o La Vanguardia, durant la Guerra Civil va haver d'exiliar-se a França, tornant al seu país per treballar de carboner i escriptor de novel·les de duro. El 1946 va entrar en l'Editorial Bruguera, que li va encomanar una tasca gens fàcil: reviure una publicació com Pulgarcito, que havia conegut uns anys de cert esplendor abans de la Guerra Civil. La plantilla de dibuixants, guionistes i col·laboradors literaris que Bruguera havia fitxat als anys trenta i que havien format un equip molt cohesionat havia desaparegut, però els esforços i contactes de Rafael González van permetre que a partir de finals de 1946 Pulgarcito tornés als quioscs d’una manera relativament regular, amb un equip nou i jove compost, bàsicament, per humoristes.
També va escriure guions per a sèries com L'Inspector Dan de la Patrulla Volante i El reporter Tribulete. També va signar textos humorístics amb el seudònim d'Afrodisio de Camembert. Seria, sobretot, el director editorial de la mateixa fins a la seva jubilació, el 1978.
Sota la seva direcció es va produir el cisma de Tío Vivo, quan cinc dels col·laboradors més importants de Bruguera (Cifré, Conti, Escobar, Peñarroya i Eugeni Giner), van abandonar l’editorial per fundar la seva pròpia empresa i revista. La desaparició d’aquests autors a les revistes de Bruguera, encara que va ser breu (de poc més d’un any: el 1958 els “cinc magnífics” van tornar a Bruguera), va plantejar la necessitat de trobar nous humoristes, entre altres coses perquè l’oferta de revistes setmanals augmentava a poc a poc.
Mentre continuava capitanejant la redacció de revistes, també va dirigir l’agència de Bruguera, Creaciones Editoriales, que creava historietes i acudits per al mercat estranger i adquiria drets de sèries publicades originalment en altres països.